# Вильямантилья
Вильямантилья (исп. Villamantilla)  —  муниципалитет в Испании, входит в провинцию Мадрид в составе автономного сообщества Мадрид. Муниципалитет находится в составе района (комарки) Сьерра-Оэсте-де-Мадрид.  Занимает площадь 23,99 км². По данным на 2024 год, численность населения составляет около 1624 человек. 
Поселение сформировалось в XII–XIII веках как пастушеская община, основанная переселенцами из Сеговии. В 1615 году Вильемантилья получила административную независимость от Сеговии, уплатив 56250 мараведи. В исторических источниках отмечается наличие в деревне виселицы и право самостоятельного исполнения приговоров, что послужило причиной прозвища «colgaos», закрепившегося за местными жителями. 
В политическом отношении муниципалитет приобрёл известность благодаря тому, что здесь впервые в современной истории Испании пост мэра занял афроиспанец Хуан Антонио де ла Морена, представитель Народной партии. Он был избран в 2007 году и с тех пор неоднократно переизбирался.

## Население
| Год  | Численность | Численность   |
| ---- | ----------- | ------------- |
| 2001 | 337         | [ 2 ]         |
| 2002 | 363         | [ 3 ]         |
| 2004 | 493         | [ 4 ]         |
| 2005 | 543         | [ 5 ]         |
| 2006 | 570         | [ 6 ]         |
| 2007 | 652         | [ 7 ]         |
| 2008 | 763         | [ 8 ]         |
| 2009 | 858         | [ 9 ]         |
| 2010 | 952         | [ 10 ]        |
| 2011 | 1089        | [ 11 ]        |
| 2012 | 1183        | [ 12 ]        |
| 2013 | 1238        | [ 13 ]        |
| 2014 | 1241        | [ 14 ]        |
| 2015 | 1292        | [ 15 ]        |
| 2016 | 1334        | [ 16 ]        |
| 2017 | 1382        | [ 17 ]        |
| 2018 | 1420        | [ 18 ] [ 19 ] |
| 2019 | 1441        | [ 20 ]        |
| 2020 | 1482        | [ 21 ]        |
| 2021 | 1514        | [ 22 ]        |
| 2022 | 1567        | [ 23 ]        |
| 2023 | 1576        | [ 24 ]        |
| 2024 | 1624        | [ 1 ]         |